# 小行星1266
小行星1266（1266 Tone），轨道位于小行星带外区带，于1927年1月23日由及川奥郎在东京天文台发现，次日苏联克里米亚天文台也独立发现了此小行星。
該小行星以流经日本关东平原的利根川命名。